# アウグステ・フォン・アンハルト＝デッサウ
アマーリエ・アウグステ・フォン・アンハルト＝デッサウ（Amalie Auguste von Anhalt-Dessau, 1793年8月18日 - 1854年6月12日）は、ドイツのアンハルト＝デッサウ家の公女で、シュヴァルツブルク＝ルードルシュタット侯フリードリヒ・ギュンターの最初の妻。
アンハルト公世子フリードリヒとその妻でヘッセン＝ホンブルク方伯フリードリヒ5世の娘であるアマーリエの間の第1子、長女として生まれた。1816年4月15日にデッサウにおいて、母親同士が姉妹の従兄妹同士であるフリードリヒ・ギュンター侯と結婚した。親切で慈悲深い侯妃として領民に深く慕われ、学問や芸術への援助を惜しまなかったとされる。1854年に死去し、ルードルシュタットの侯爵家霊廟に葬られた。夫は1855年、アウグステの弟ゲオルクが貴賤結婚でもうけた娘であるヘレーネ・フォン・ライナ伯爵夫人（1835年 - 1860年）と再婚した。

## 子女
夫との間に3人の息子をもうけたが、いずれも両親より先に亡くなった。
- フリードリヒ・ギュンター（1818年 - 1821年）
- ギュンター（1821年 - 1845年）
- グスタフ・アドルフ（1827年 - 1837年）